# Nicotiana
Se procura a planta cultivada, veja tabaco.
Nicotiana L. é um género de plantas herbáceas e arbustos pertencentes à família (Solanaceae), nativo das Américas, Austrália, sudoeste da África e Sul do Pacifico. Várias espécies do género Nicotiana, popularmente conhecidas como tabaco e fumo, são cultivadas para a confecção de cigarro, charuto, rapé e fumo para cachimbo, narguilé e mascar. Entre as espécies cultivadas do gênero, destaca-se a Nicotiana tabacum, a de cultura mais generalizada e dominante na produção comercial de tabacos. O nome do género, bem como o nome da substância nicotina, homenageiam Jean Nicot, enviado francês a Portugal, que, em 1561, introduziu o tabaco na corte francesa e, a partir daí, no resto da Europa.

## Ecologia

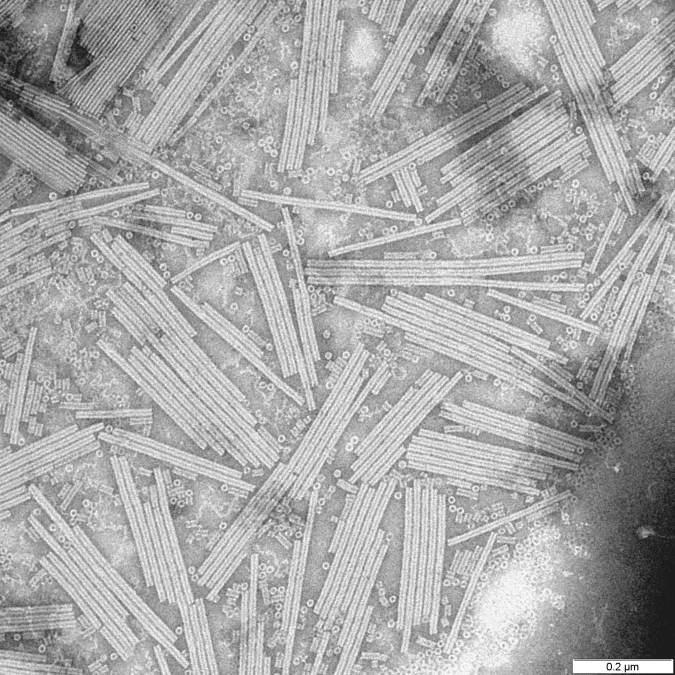
Vírus do mosaico do tabaco (micrografia obtida por microscopia electrónica)

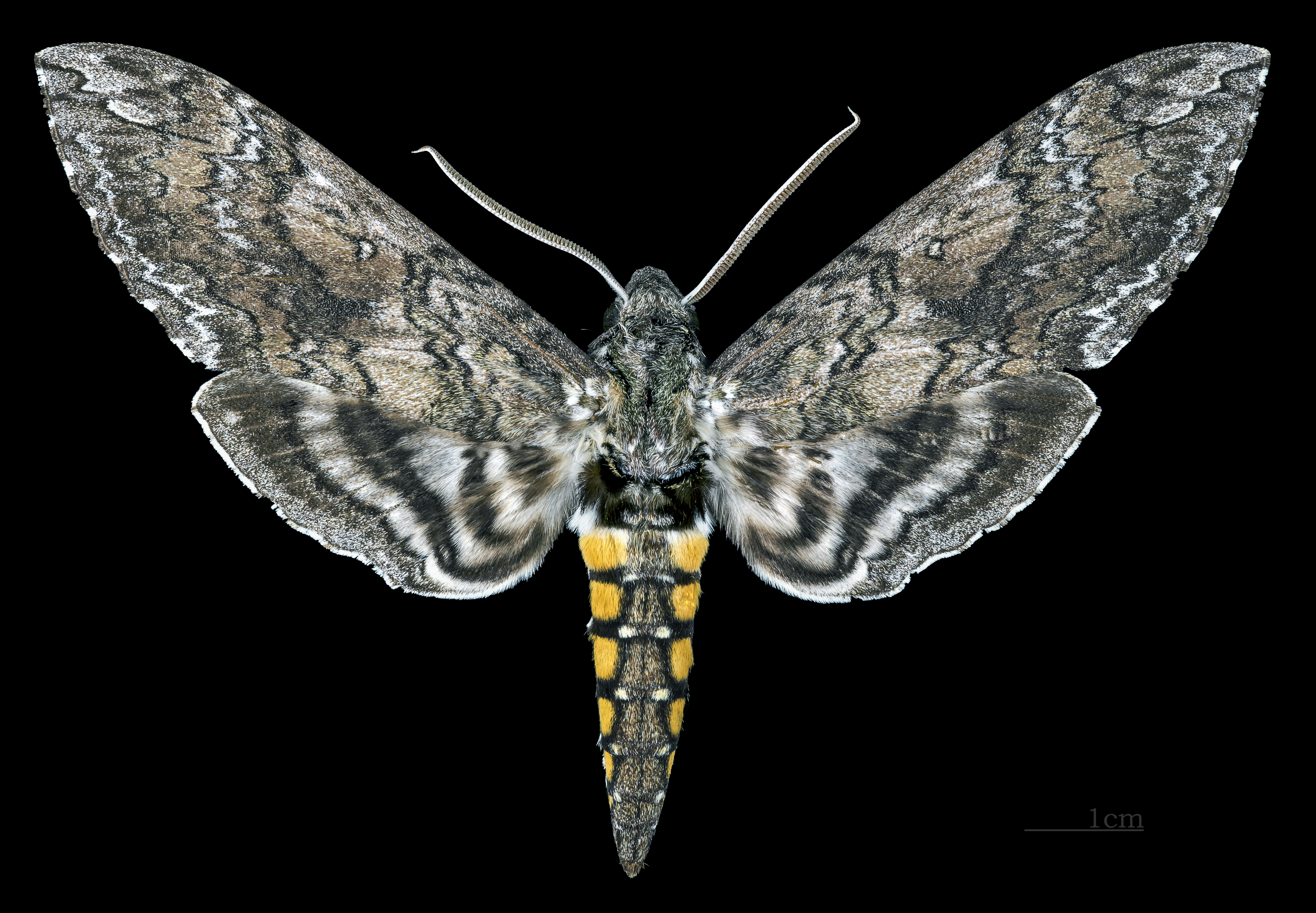
Fêmea de Manduca sexta

O género Nicotiana apresenta grande plasticidade ecológica, adaptando-se a uma grande variedade de ecossistema e habitats. Para isso, contribui, em muito, a sua enorme riqueza em alcaloides, os quais constituem um forte obstáculo à herbivoria e ao ataque por insectos.
Contudo, apesar da presença de compostos como a nicotina, o germacreno, a anabasina e outros alcaloides da família da piperidina (com composição e quantidade variáveis entre espécies) capazes de deter a maioria dos herbívoros, existem múltiplas espécies que desenvolveram mecanismos adaptativos que lhe permitem consumir espécies de Nicotiana sem sofrerem danos. Apesar disso, as plantas do género são, em geral, impalatáveis, ou mesmo tóxicas, para a maioria dos animais, razão pela qual algumas delas são espécies invasoras (com destaque para N. glauca) em algumas regiões.
No século XIX, as plantas jovens do tabaco cultivado começaram a ser fortemente atacadas por escaravelhos das espécies Epitrix cucumeris e Epitrix pubescens, o que causou a destruição de metade da colheita de tabaco dos Estados Unidos da América em 1876, situação que se manteve até à década de 1890, quando se generalizaram as técnicas de protecção das culturas contra aqueles organismos.
Entre os lepidópteros, na maioria Noctuidae (mas incluindo alguns Sphingidae), cujas lagartas se alimentam de plantas do género Nicotiana, incluem-se:
- Agrotis ipsilon
- Agrotis segetum
- Amphipyra tragopoginis
- Discestra trifolii
- Endoclita excrescens
- Manduca blackburni
- Manduca sexta
- Manduca quinquemaculata
- Mamestra brassicae
- Phlogophora meticulosa
- Xestia c-nigrum

## Espécies
- Nicotiana acaulis Speg.[6]

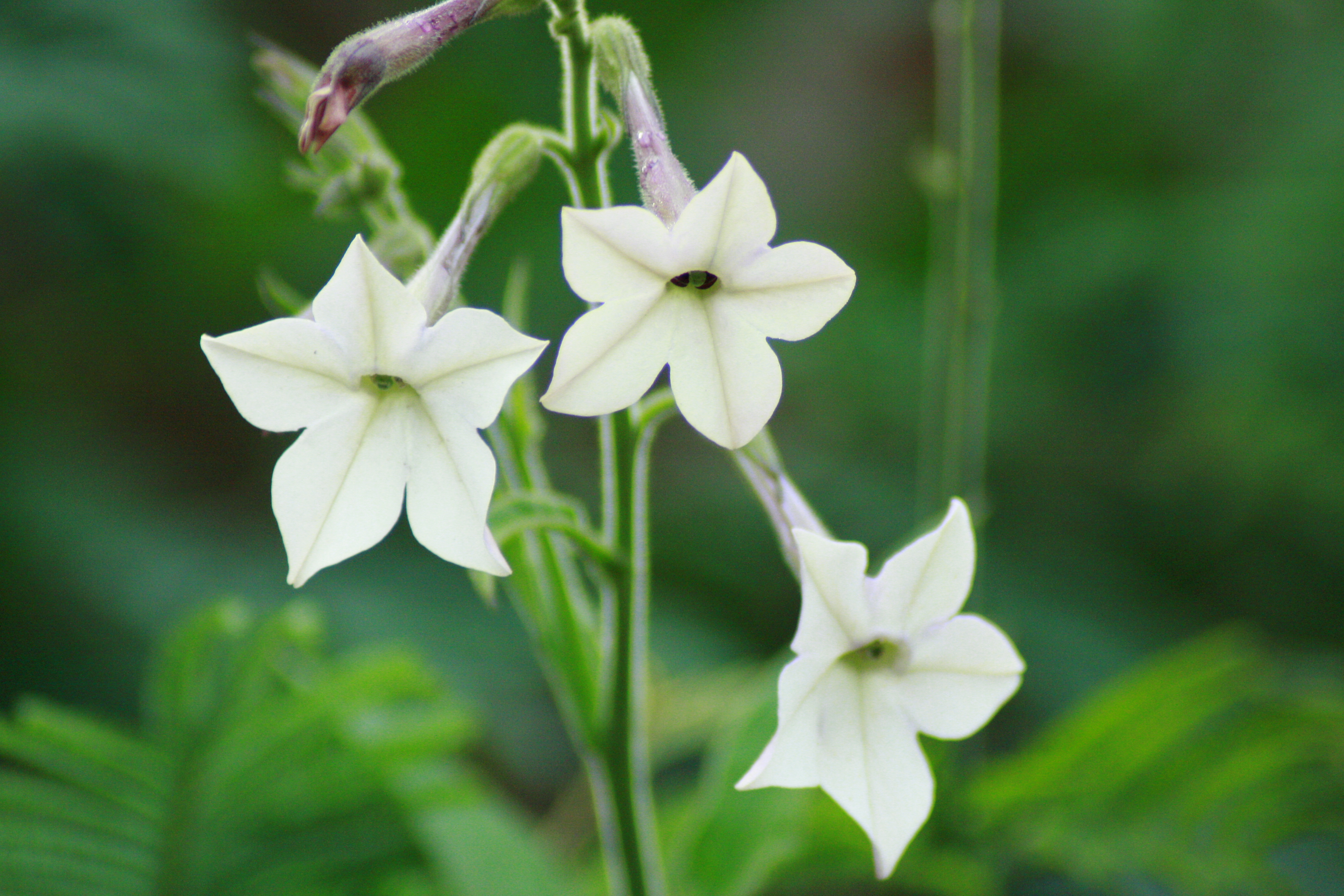
Nicotiana alata

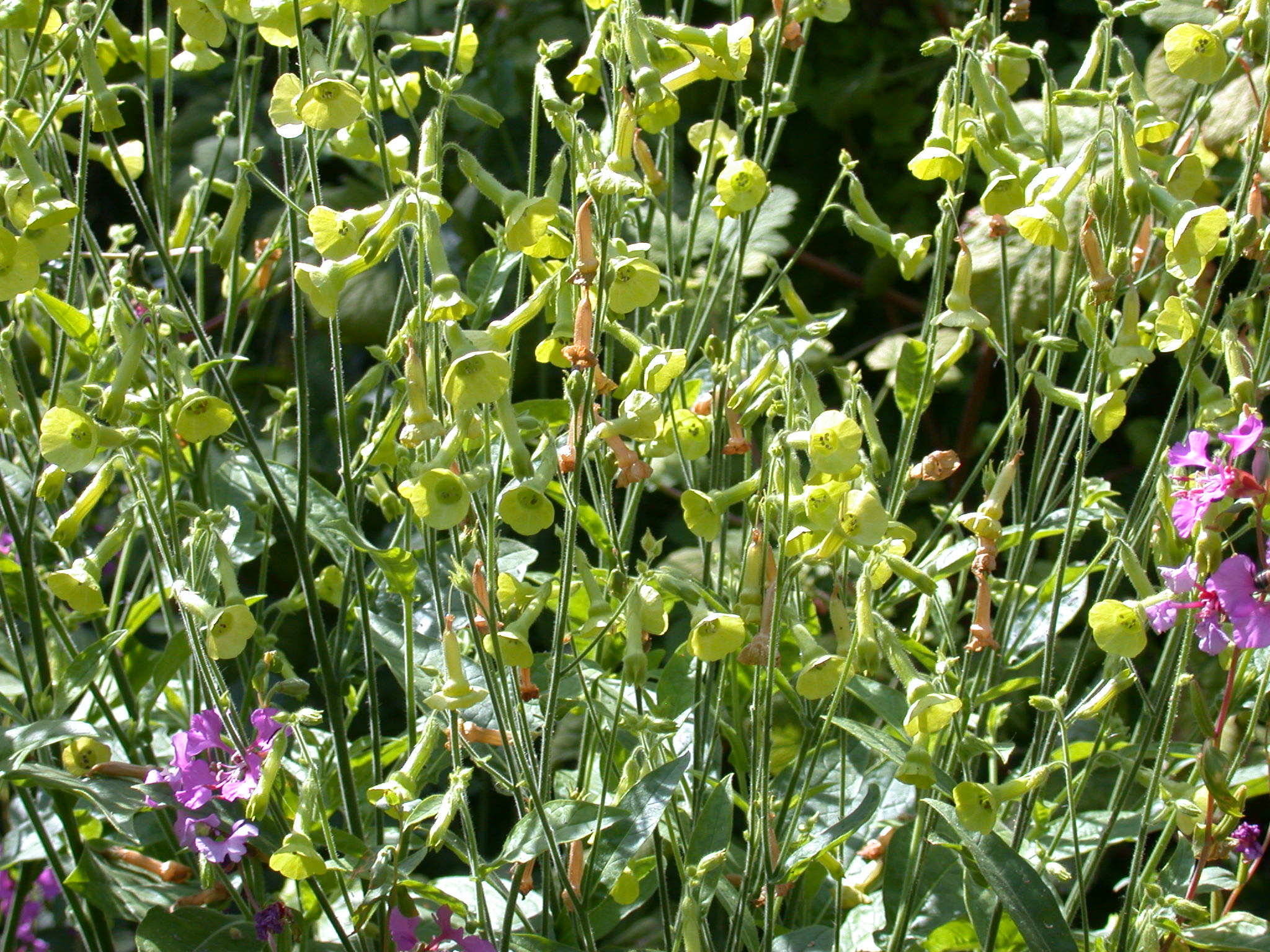
Nicotiana langsdorffii

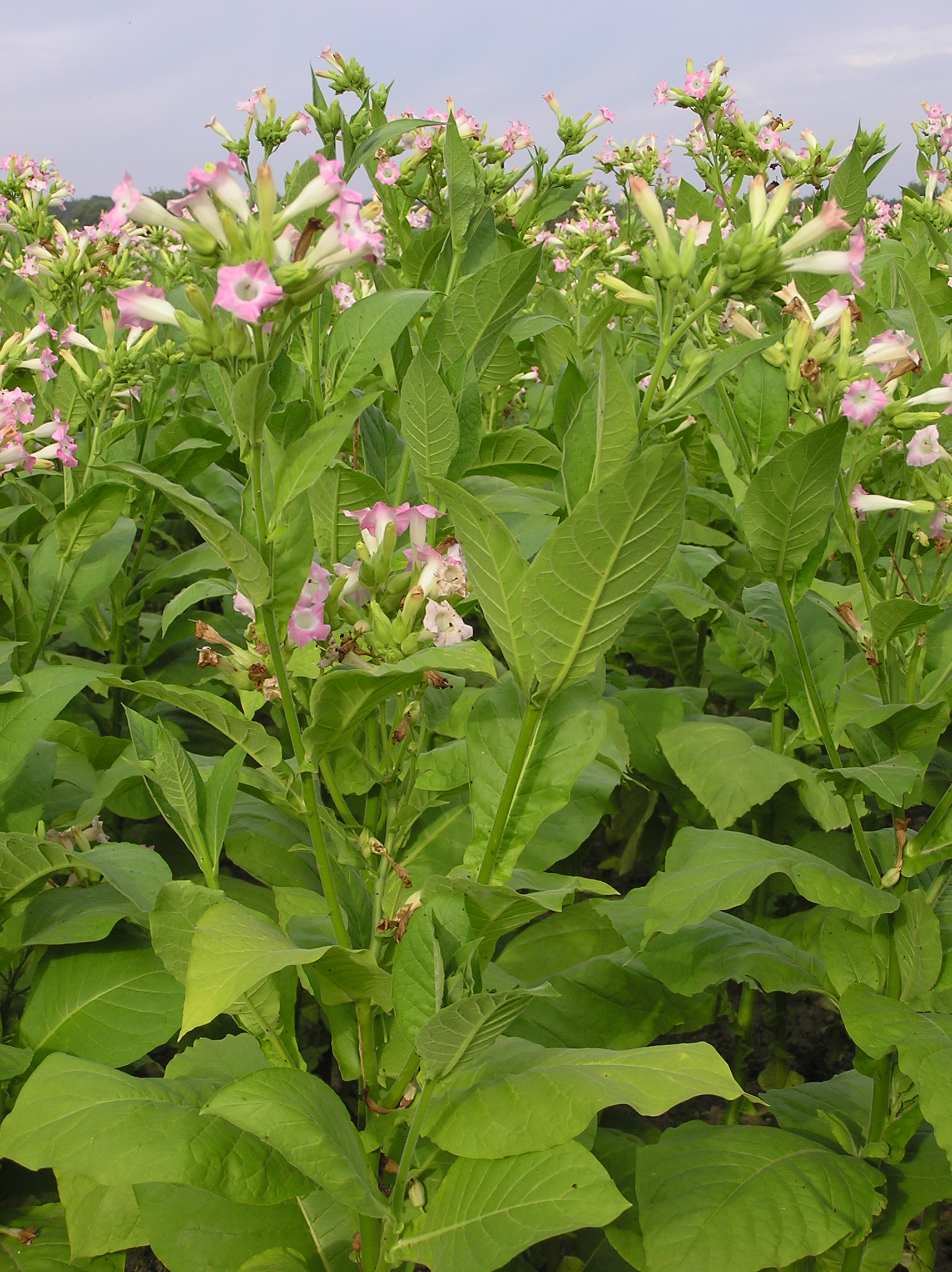
Plantas de Nicotiana tabacum em flor

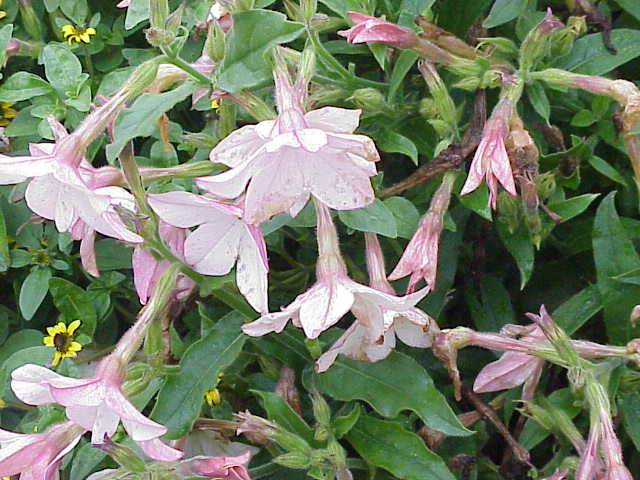
Nicotiana × sanderae (um cultivar ornamental)

- Nicotiana acuminata (Graham) Hook.[6]
- Nicotiana africana Merxm.[6]
- Nicotiana alata Link & Otto – Winged Tobacco, Jasmine Tobacco, Tanbaku (Persian)[6]
- Nicotiana ameghinoi Speg.[6]
- Nicotiana amplexicaulis N. T. Burb.[6]
- Nicotiana arentsii Goodsp.[6]
- Nicotiana attenuata Torrey ex S. Watson[6]
- Nicotiana azambujae L. B. Smith & Downs[6]
- Nicotiana benavidesii Goodsp.[6]
- Nicotiana benthamiana Domin[6]
- Nicotiana bonariensis Lehm.[6]
- Nicotiana burbidgeae Symon[6]
- Nicotiana cavicola N. T. Burb.[6]
- Nicotiana clevelandii A. Gray[6]
- Nicotiana cordifolia Phil.[6]
- Nicotiana corymbosa J. Rémy[6]
- Nicotiana cutleri D'Arcy[6]
- Nicotiana debneyi Domin[6]
- Nicotiana excelsior (J. M. Black) J. M. Black[6]
- Nicotiana exigua H.-M. Wheeler[6]
- Nicotiana forgetiana Hemsl.[6]
- Nicotiana fragrans Hooker[6]
- Nicotiana glauca Graham[6]
- Nicotiana glutinosa L.[6]
- Nicotiana goodspeedii H.-M. Wheeler[6]
- Nicotiana gossei Domin[6]
- Nicotiana hesperis N. T. Burb.[6]
- Nicotiana heterantha Kenneally & Symon[6]
- Nicotiana ingulba J. M. Black[6]
- Nicotiana kawakamii Y. Ohashi[6]
- Nicotiana knightiana Goodsp.[6]
- Nicotiana langsdorffii Weinm.[6]
- Nicotiana linearis Phil.[6]
- Nicotiana longibracteata Phil.[6]
- Nicotiana longiflora Cav.[6]
- Nicotiana maritima H.-M. Wheeler[6]
- Nicotiana megalosiphon Van Huerck & Müll. Arg.[6]
- Nicotiana miersii J. Rémy[6]
- Nicotiana mutabilis Stehmann & Samir[6]
- Nicotiana nesophila I. M. Johnston[6]
- Nicotiana noctiflora Hook.[6]
- Nicotiana nudicaulis S. Watson[6]
- Nicotiana occidentalis H.-M. Wheeler[6]
- Nicotiana obtusifolia M. Martens & Galeotti (anteriormente designada: N. trigonophylla)[6]
- Nicotiana otophora Griseb.[6]
- Nicotiana paa Mart. Crov.[6]
- Nicotiana palmeri A. Gray[6]
- Nicotiana paniculata L.[6]
- Nicotiana pauciflora J. Rémy[6]
- Nicotiana petuniodes (Griseb.) Millán.[6]
- Nicotiana plumbaginifolia Viv.[6]
- Nicotiana quadrivalvis Pursh – agregou as anteriores denominações: N. multivalvis Lindl., N. plumbaginifolia Viv. var. bigelovii Torrey, N. bigelovii (Torrey) S. Watson.[6]
- Nicotiana raimondii J. F. Macbr.[6]
- Nicotiana repanda Willd.[6]
- Nicotiana rosulata (S. Moore) Domin[6]
- Nicotiana rotundifolia Lindl.[6]
- Nicotiana rustica L. – mapacho[6]
- Nicotiana setchellii Goodsp.[6]
- Nicotiana simulans N. T. Burb.[6]
- Nicotiana solanifolia Walp.[6]
- Nicotiana spegazzinii Millán[6]
- Nicotiana stenocarpa H.-M. Wheeler[6]
- Nicotiana stocktonii Brandegee[6]
- Nicotiana suaveolens Lehm. –[6]
- Nicotiana sylvestris Speg. & Comes –[6]
- Nicotiana tabacum L. – o tabaco cultivado para produção de cigarros[6]
- Nicotiana thrysiflora Bitter ex Goodsp.[6]
- Nicotiana tomentosa Ruiz & Pav.[6]
- Nicotiana tomentosiformis Goodsp.[6]
- Nicotiana truncata D. E. Symon[6]
- Nicotiana umbratica N. T. Burb.[6]
- Nicotiana undulata Ruiz & Pav.[6]
- Nicotiana velutina H.-M. Wheeler[6]
- Nicotiana wigandioides Koch & Fintelm.[6]
- Nicotiana wuttkei Clarkson & Symon[6]

### Híbridos artificiais
- Nicotiana × didepta N. debneyi × N. tabacum[7]
- Nicotiana × digluta N. glutinosa × N. tabacum[8]
- Nicotiana × sanderae Hort. ex Wats. N. alata × N. forgetiana[7]

### Espécies anteriormente incluídas
- Petunia axillaris (Lam.) Britton et al. (como N. axillaris Lam.).[9]